# Roupy
Ne doit pas être confondu avec la commune de Roucy dans le même département.
Roupy est une commune française située dans le département de l'Aisne, en région Hauts-de-France.

## Géographie

### Communes limitrophes
| Vaux-en-Vermandois | Étreillers          | Savy                |
| Fluquières         | Roupy               | Fontaine-lès-Clercs |
|                    | Seraucourt-le-Grand |                     |

### Hydrographie
La commune est située dans le bassin Artois-Picardie. Elle n'est drainée par aucun cours d'eau.

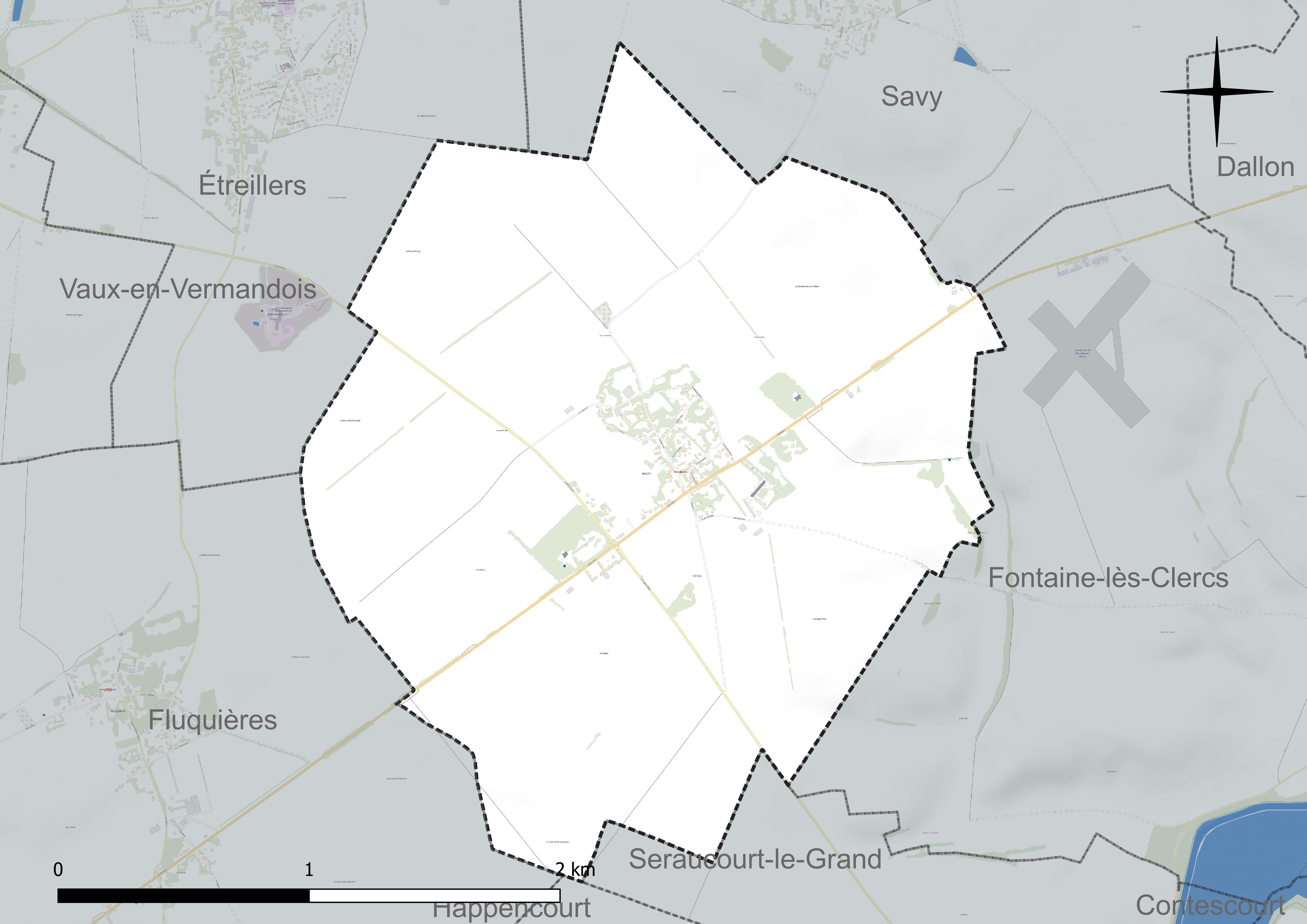
Réseau hydrographique de Roupy.

### Climat
Pour des articles plus généraux, voir Climat des Hauts-de-France et Climat de l'Aisne.
En 2010, le climat de la commune est de type climat océanique dégradé des plaines du Centre et du Nord, selon une étude du CNRS s'appuyant sur une série de données couvrant la période 1971-2000. En 2020, Météo-France publie une typologie des climats de la France métropolitaine dans laquelle la commune est exposée à un climat océanique et est dans la région climatique Nord-est du bassin Parisien, caractérisée par un ensoleillement médiocre, une pluviométrie moyenne régulièrement répartie au cours de l'année et un hiver froid (3 °C).
Pour la période 1971-2000, la température annuelle moyenne est de 10,3 °C, avec une amplitude thermique annuelle de 15 °C. Le cumul annuel moyen de précipitations est de 698 mm, avec 11,4 jours de précipitations en janvier et 9 jours en juillet. Pour la période 1991-2020, la température moyenne annuelle observée sur la station météorologique la plus proche, située sur la commune de Fontaine-lès-Clercs à 3 km à vol d'oiseau, est de 10,8 °C et le cumul annuel moyen de précipitations est de 683,4 mm,. Pour l'avenir, les paramètres climatiques de la commune estimés pour 2050 selon différents scénarios d'émission de gaz à effet de serre sont consultables sur un site dédié publié par Météo-France en novembre 2022.

## Urbanisme

### Typologie
Au 1er janvier 2024, Roupy est catégorisée commune rurale à habitat dispersé, selon la nouvelle grille communale de densité à 7 niveaux définie par l'Insee en 2022.
Elle est située hors unité urbaine. Par ailleurs la commune fait partie de l'aire d'attraction de Saint-Quentin, dont elle est une commune de la couronne,. Cette aire, qui regroupe 120 communes, est catégorisée dans les aires de 50 000 à moins de 200 000 habitants,.

### Occupation des sols
L'occupation des sols de la commune, telle qu'elle ressort de la base de données européenne d'occupation biophysique des sols Corine Land Cover (CLC), est marquée par l'importance des territoires agricoles (92,2 % en 2018), une proportion identique à celle de 1990 (92,2 %). La répartition détaillée en 2018 est la suivante : 
terres arables (92,2 %), zones urbanisées (7,8 %).
L'évolution de l'occupation des sols de la commune et de ses infrastructures peut être observée sur les différentes représentations cartographiques du territoire : la carte de Cassini (XVIIIe siècle), la carte d'état-major (1820-1866) et les cartes ou photos aériennes de l'IGN pour la période actuelle (1950 à aujourd'hui).

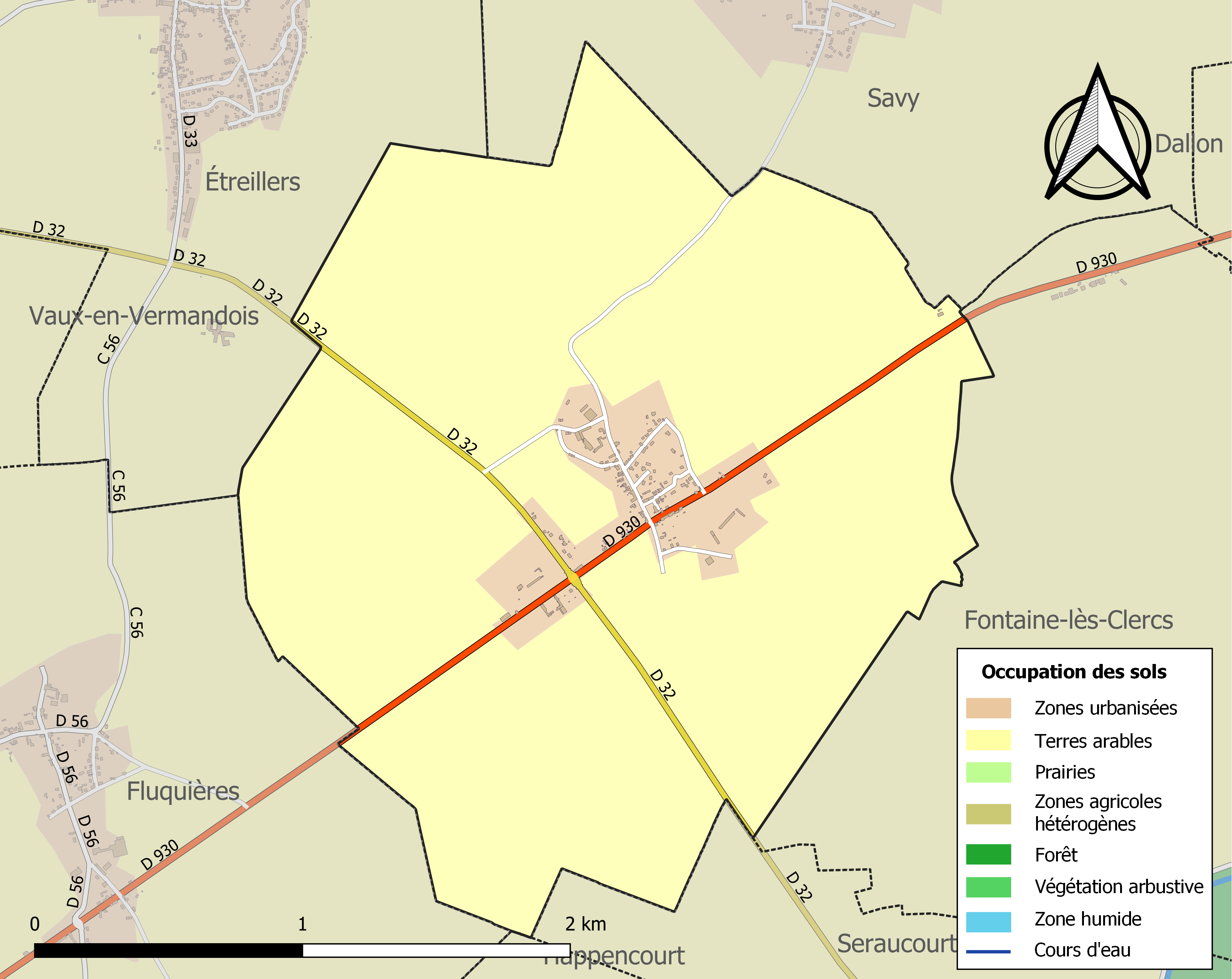
Carte de l'occupation des sols de la commune en 2018 (CLC).

## Toponymie
La présence du village est attestée en 1045 sous le nom de Rupeium, puis Roupiacus en 1153 (cartulaire de l'abbaye Saint-Martin de Laon), Ruppiacum en 1163, Rupi en 1200, Repis Castrum au XIIe siècle, Rouppi, Ruppiacum-in-Viromandia, Rouppy, Roupie en 1735 et enfin l'orthographe actuelle vers 1750.

## Histoire
|  |  |

Sur la Carte de Cassini ci-contre, Roupy, vers 1750, était une paroisse située sur la route empierrée allant de Saint-Quentin à Ham.
Un relais de poste établi dans le village permettait aux cavaliers ou diligences de disposer de chevaux frais.
La Rue du Moulin évoque aujourd'hui la présence d'un moulin en bois au nord du village.
Une importante filature a existé dans le village de 1803 à 1860. Elle employait 400 ouvriers vers 1810 et encore une soixantaine au moment de sa fermeture vers 1860.

### Première franco-allemande de 1870-1871
Des combats ont eu lieu en janvier 1871 dans le secteur.

### Première Guerre mondiale

#### Les destructions: vivre au milieu des ruines.
À partir du 1er juillet 1916, se déroula à quelques dizaines de kilomètres du village occupé par les Allemands, la bataille de la Somme.
À l'arrière de cette bataille, notamment pour se prémunir d'une seconde offensive sur la Somme, les Allemands construisirent un formidable ouvrage de défense, sans doute le plus impressionnant du front ouest : la ligne Hindenburg, du nom d'un des principaux chefs de guerre allemands Paul von Hindenburg.
Cette ligne avait pour but de protéger le saillant formé par le front allemand entre Arras et Reims. Passant à l'ouest de Cambrai et de Saint-Quentin, la ligne Hindenburg préparait l'abandon aux Alliés de Bapaume, Péronne, Roye, Noyon, et de… Roupy ! Mais toute la région ainsi (provisoirement) libérée avait été systématiquement dévastée et minée.
Effectué dès le 16 mars 1917, le repli allemand sur la ligne Hindenburg renversa tous les plans échafaudés par Nivelle. Du Roupy d'avant-guerre, il ne resta rien. Un article du journal L'Illustration (édition du 9 juin 1917) fit état des destructions allemandes à Roupy, sous le titre « Un nouvel exemple du vandalisme allemand ». On insista dans cet article sur le château du sénateur Touron, et sur la violence des destructions et leur inutilité. Le château ne fut pas reconstruit, un manoir, plus modeste, le remplaça.
Les populations évacuées retrouvèrent leurs maisons ravagées. Toutes les habitations ayant été détruites, il fallut répondre à l'urgence pour cela, comme partout dans les « pays dévastés », on construisit des « provisoires ». Les provisoires du Vermandois furent pour l'essentiel des baraques en bois. La mairie, les écoles et l'église ainsi que les habitations privées furent donc construites en bois recouvertes de cartons bitumés. Ce carton bitumé fut à l'origine de nombreux soucis qui témoignèrent des difficultés rencontrées au quotidien par les Picards.
" Sur un pan de mur isolé, une planche noire porte en lettres blanches: "This is Roupy". L'armée anglaise a tenu à indiquer par cette épitaphe laconique qu'ici fut  "Roupy", gros village mort".

#### L'ancienne église

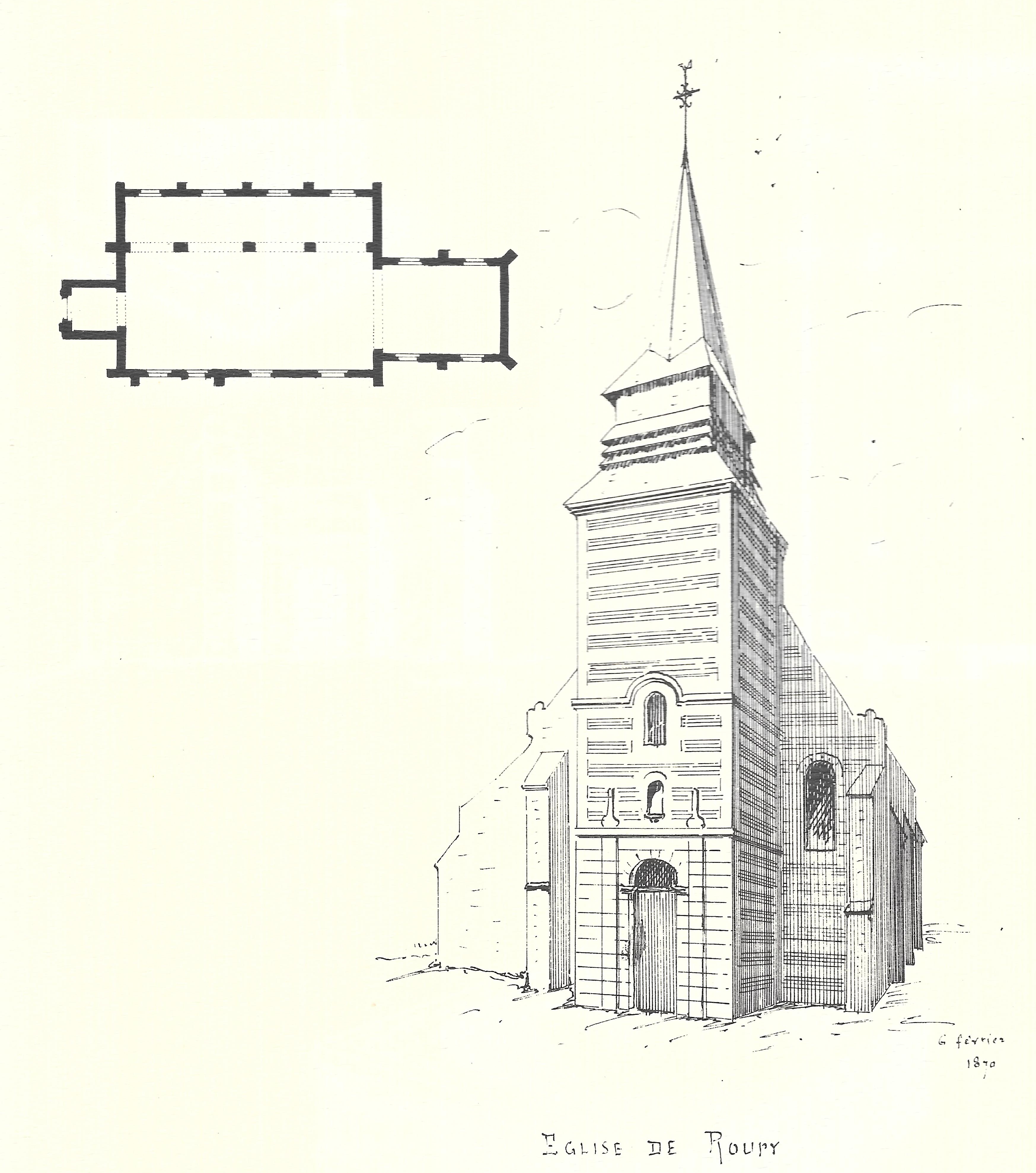
L'église en 1870
(dessin de Joachim Malézieux (1851-1906).

L'ancienne église de Roupy était un édifice modeste, reconstruit et restauré à plusieurs époques. Sa partie la plus récente était la tour, construite en 1783. Cette église n'était à l'origine que l'ancienne chapelle des seigneurs du village et de l'abbaye de Royaumont (à qui appartenaient les terres).
Le patron de la paroisse était saint Remi, une peinture attribuée au peintre Le Sueur représentant le baptême de Clovis était visible à l'intérieur mais fut semble-t-il détruite avec l'édifice.
L'emplacement de cette église, et du « vieux cimetière » qui l'entourait illustre le déplacement du village à travers le temps. Au fur et à mesure que la « route de Paris » (aujourd'hui départementale 930) prenait de l'importance, les constructions s'en rapprochèrent.

#### Les dommages de guerre
Ce fut le très renommé architecte Gustave Malgras (dit Malgras-Delmas) qui fut choisi pour cette tâche. Le 1er octobre 1920, Malgras-Delmas avait terminé l'élaboration du dossier des dommages de guerre, avait dressé les plans des bâtiments détruits, réalisé l'inventaire de leur contenu et expertisé leur valeur en 1914.
La procédure de dommages de guerre dura du 28 octobre 1920 au 26 juillet 1922. Ce fut le maire, M. Touron, qui fut chargé de représenter la commune devant les instances judiciaires. Son opiniâtreté dans la défense des intérêts de la commune fut souvent saluée.
L'indemnité globale concernant l'église fut de 483  258,59 francs.

#### La reconstruction
Le premier à travailler sur la reconstruction des bâtiments communaux fut l'architecte qui boucla le dossier des dommages de guerre : Malgras-Delmas. Il fut désigné par le conseil municipal le 8 juillet 1921 comme architecte de la commune pour la confection des plans et projets destinées à la reconstitution du village.
Dans les semaines qui suivirent, il prépara un projet et réalisa son plan le 1er septembre 1921 : une église traditionnelle, semblable dans son allure générale à l'ancienne église et à de nombreuses petites églises de campagne de la région. Le projet manquait beaucoup de caractère, n'avait pas une once de modernité, mais sans doute avait-il le mérite de ne pas choquer la population et d'effacer la guerre.
Pourtant, la municipalité fit un choix tout autre. Le 14 janvier 1922, le conseil municipal décida d'ouvrir un concours d'architecture pour les bâtiments communaux (mairie, écoles, église), rejetant donc implicitement la proposition de Malgras-Delmas. Ce concours était exclusivement réservé aux architectes diplômés par le gouvernement et agréés par la préfecture de l'Aisne avant le 1er janvier 1922, ceci afin de se préserver des pseudos architectes qui parcouraient les régions dévastées avec des intentions uniquement mercantiles.
Ce furent les architectes Charavel, Melendès et Esnault qui remportèrent le concours. En plus des trois bâtiments communaux, ils travaillèrent également sur les habitations du village, ce qui contribua à lui donner une unité de style, un aspect plaisant et une originalité non feinte. La reconstruction du village fut citée en exemple à plusieurs reprises (L'Illustration du 10 septembre 1927 « La reconstruction d'un village dans la zone dévastée »).

## Politique et administration

### Découpage territorial
La commune de Roupy est membre de la communauté de communes du Pays du Vermandois, un établissement public de coopération intercommunale (EPCI) à fiscalité propre créé le 31 décembre 1993 dont le siège est à Bellicourt. Ce dernier est par ailleurs membre d'autres groupements intercommunaux.
Sur le plan administratif, elle est rattachée à l'arrondissement de Saint-Quentin, au département de l'Aisne et à la région Hauts-de-France. Sur le plan électoral, elle dépend du  canton de Saint-Quentin-1 pour l'élection des conseillers départementaux, depuis le redécoupage cantonal de 2014 entré en vigueur en 2015, et de la deuxième circonscription de l'Aisne  pour les élections législatives, depuis le dernier découpage électoral de 2010.

### Administration municipale
| Période                                  | Période                       | Identité       | Étiquette | Qualité                                 |
| ---------------------------------------- | ----------------------------- | -------------- | --------- | --------------------------------------- |
| Les données manquantes sont à compléter. |                               |                |           |                                         |
| avant 1876                               | après 1877                    | Bacquet        |           |                                         |
| mars 1989                                | mars 2008                     | Alain Richard  |           |                                         |
| mars 2008                                | mars 2014                     | Quentin Bardet | UMP       |                                         |
| mars 2014                                | En cours (au 13 juillet 2020) | Xavier Pamart  |           | Retraité Réélu pour le mandat 2020-2026 |

## Démographie
L'évolution du nombre d'habitants est connue à travers les recensements de la population effectués dans la commune depuis 1793. Pour les communes de moins de 10 000 habitants, une enquête de recensement portant sur toute la population est réalisée tous les cinq ans, les populations de référence des années intermédiaires étant quant à elles estimées par interpolation ou extrapolation. Pour la commune, le premier recensement exhaustif entrant dans le cadre du nouveau dispositif a été réalisé en 2007.

En 2022, la commune comptait 238 habitants, en évolution de +3,48 % par rapport à 2016 (Aisne : −1,97 %, France hors Mayotte : +2,11 %).
| 1793 | 1800 | 1806 | 1821 | 1831 | 1836 | 1841 | 1846 | 1851 |
| ---- | ---- | ---- | ---- | ---- | ---- | ---- | ---- | ---- |
| 450  | 390  | 484  | 585  | 669  | 680  | 699  | 701  | 697  |

| 1856 | 1861 | 1866 | 1872 | 1876 | 1881 | 1886 | 1891 | 1896 |
| ---- | ---- | ---- | ---- | ---- | ---- | ---- | ---- | ---- |
| 609  | 621  | 580  | 525  | 537  | 579  | 583  | 466  | 394  |

| 1901 | 1906 | 1911 | 1921 | 1926 | 1931 | 1936 | 1946 | 1954 |
| ---- | ---- | ---- | ---- | ---- | ---- | ---- | ---- | ---- |
| 367  | 369  | 355  | 161  | 258  | 246  | 225  | 226  | 253  |

| 1962 | 1968 | 1975 | 1982 | 1990 | 1999 | 2006 | 2007 | 2012 |
| ---- | ---- | ---- | ---- | ---- | ---- | ---- | ---- | ---- |
| 244  | 255  | 244  | 240  | 295  | 262  | 251  | 249  | 229  |

| 2017 | 2022 | - | - | - | - | - | - | - |
| ---- | ---- | - | - | - | - | - | - | - |
| 230  | 238  | - | - | - | - | - | - | - |

## Culture locale et patrimoine

### Lieux et monuments
- L'ancienne gare de la ligne de Saint-Quentin à Ham

#### L'église Saint-Rémi

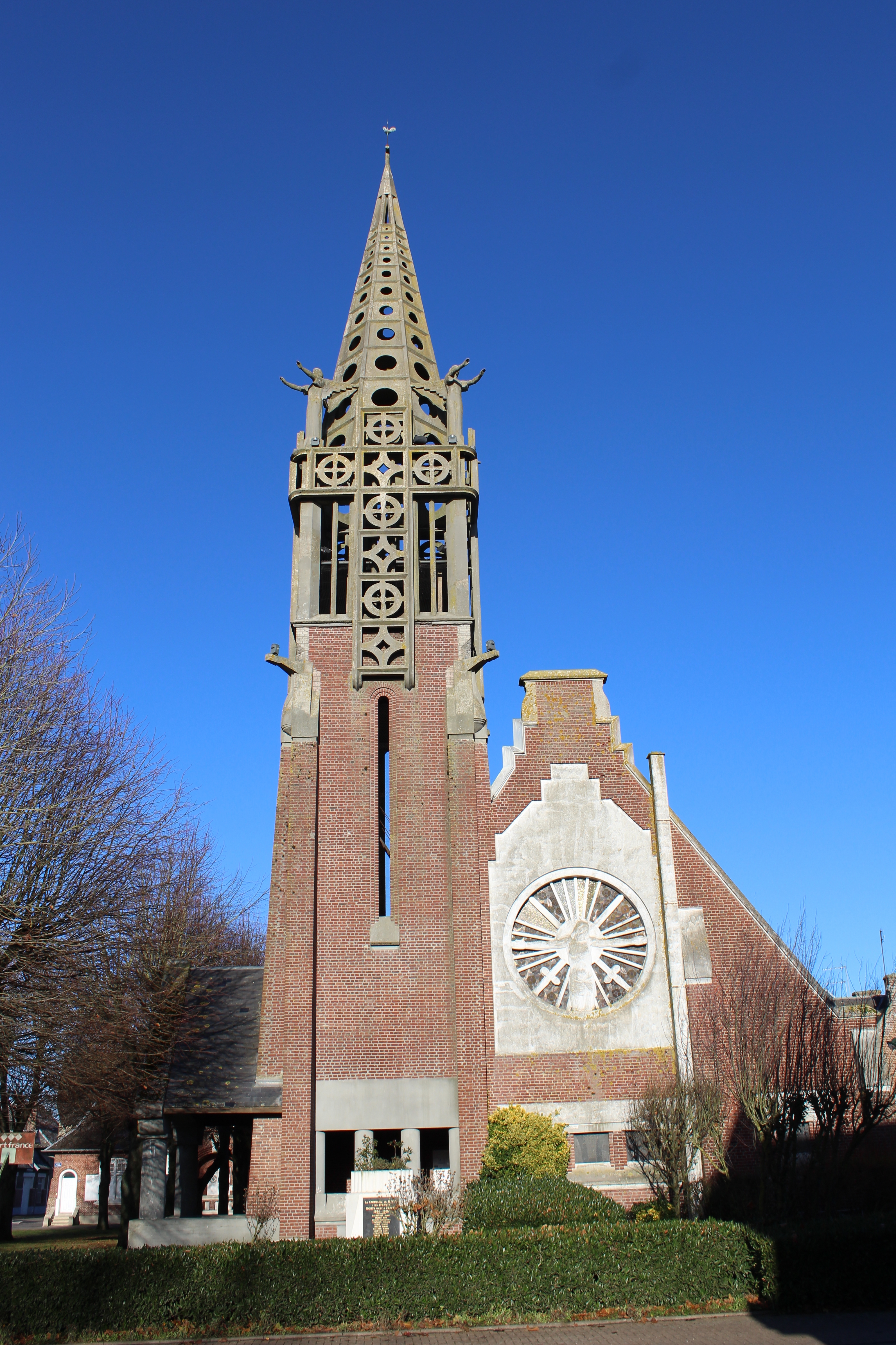
L'église de Roupy.

L'église de Roupy détruite pendant la Première Guerre mondiale a été reconstruite durant l'entre-deux-guerres, en style Art déco.
Dans le domaine de l'emploi des matériaux, on remarque que le béton « nu » est présent essentiellement dans le clocher, alors que le reste de l'édifice est en brique. On voit bien là la volonté à la fois d'innover et de respecter les traditions locales d'emploi de la brique.
Le plan simplifié de l'église de Roupy est en forme de T. Il est fait de volumes qui s'unissent  harmonieusement. Le porche, doté d'une solide colonnade de béton soutient le clocher sous lequel les fidèles sont amenés à passer pour accéder à l'intérieur de l'édifice. Cet élément porteur, surdimensionné, marque la symbolique de l'ancrage de l'église.
Les architectes ont accentué la verticalité de l'ensemble en utilisant des effets d'optiques : le sommet du clocher se termine par des lignes creusées qui remplacent les alignements de cercles.
Le clocher est décoré de quatre croix latines qui sont ornées de motifs géométriques. Les croix se répondent en alternant les motifs car elles ne sont pas identiques mais fonctionnent par paires opposées. Ce simple stratagème suffit à éviter une quelconque sensation de monotonie.
Le thème des anges, très présent à cette époque, tient une place de choix à Roupy. En effet, aux quatre points cardinaux se trouvent des anges qui décorent le clocher et semblent bénir le village pour lui promettre paix et prospérité. Ces sculptures sur béton sont réalisées par Raoul Josset.

#### Le monument aux morts

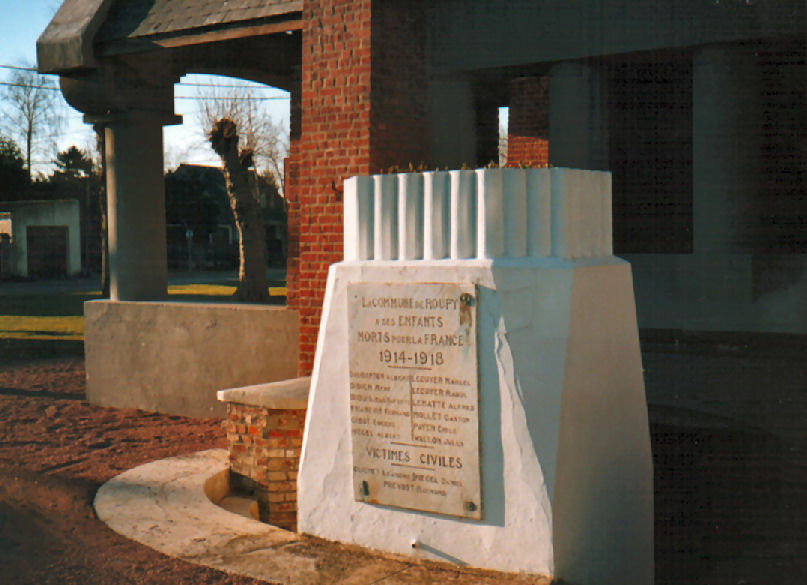
Monument aux morts.

En fait de monument, une simple plaque de marbre blanc est apposée sur la partie de l'église faisant face à la route de Paris. Une des premières décisions du conseil municipal (15 mars 1920) avait pourtant été d'affecter 2 000 francs à l'érection d'un monuments aux morts de la Grande Guerre et d'ouvrir une souscription publique pour obtenir le complément de ressources.
L'aménagement de la place et le bouleversement de la reconstruction sont sans doute les causes de l'avortement de ce projet.
Notons également que c'est l'église qui a été choisie à Roupy pour recevoir le monument à la mémoire des « enfants » de la commune « morts pour la France », et cela alors qu'ailleurs l'anticléricalisme retarde parfois la reconstruction des églises (nous sommes peu de temps après la loi de séparation de l'Église et de l'État). La mairie, situé sur la même place que l'église aurait d'ailleurs tout à fait pu recevoir cette plaque.

## Cartes postales anciennes

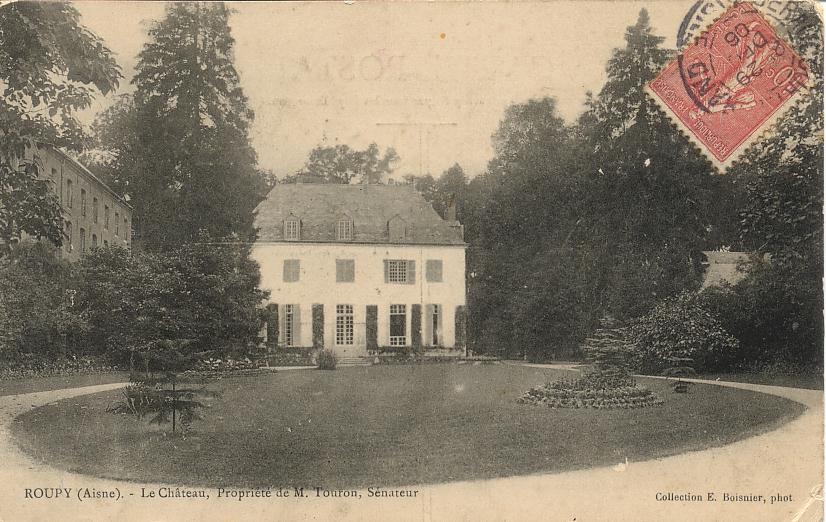
L'ancien château de Roupy détruit par les Allemands en 1918.
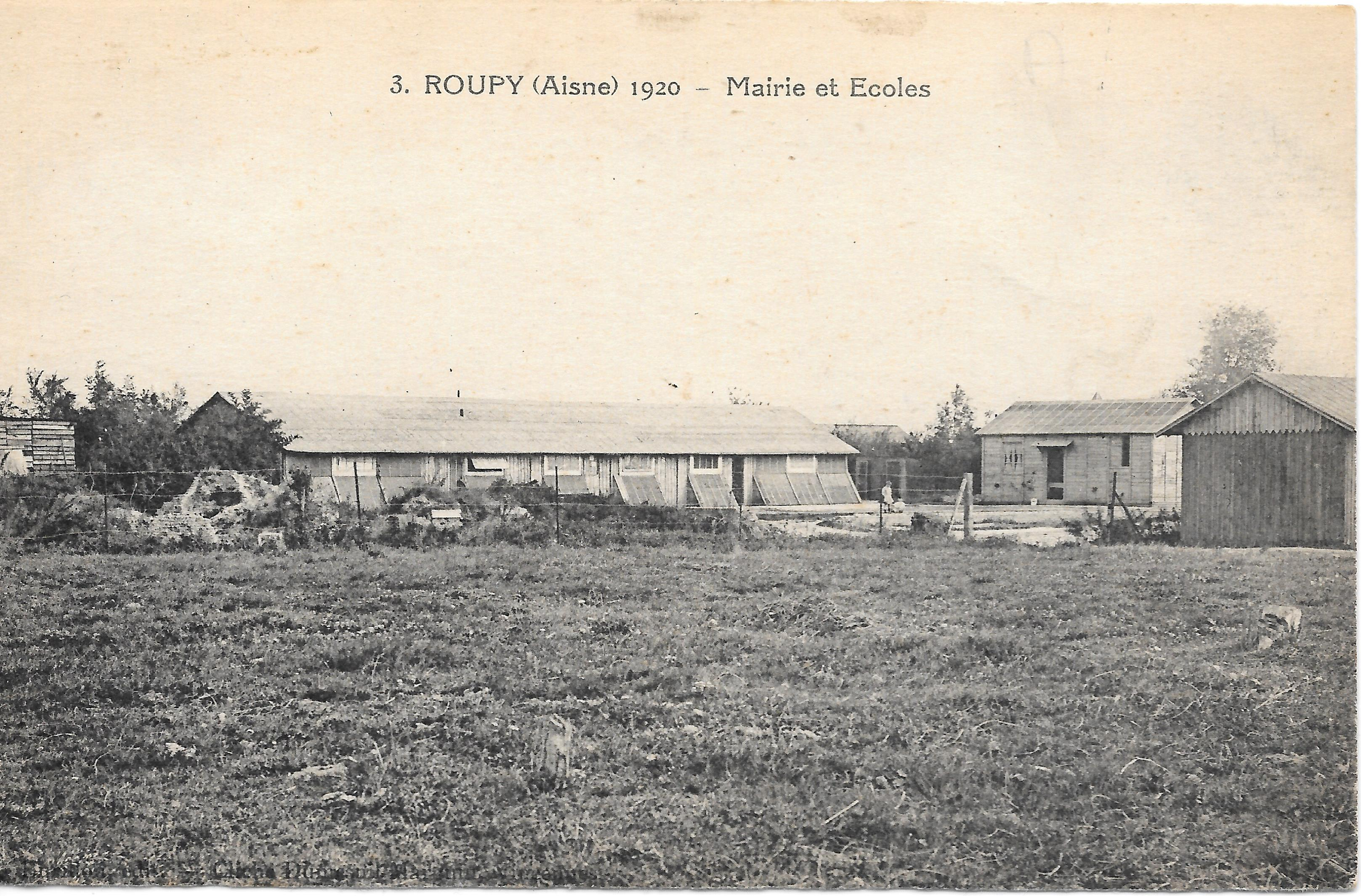
Vue du village en reconstruction avec ses maisons provisoires vers 1920.
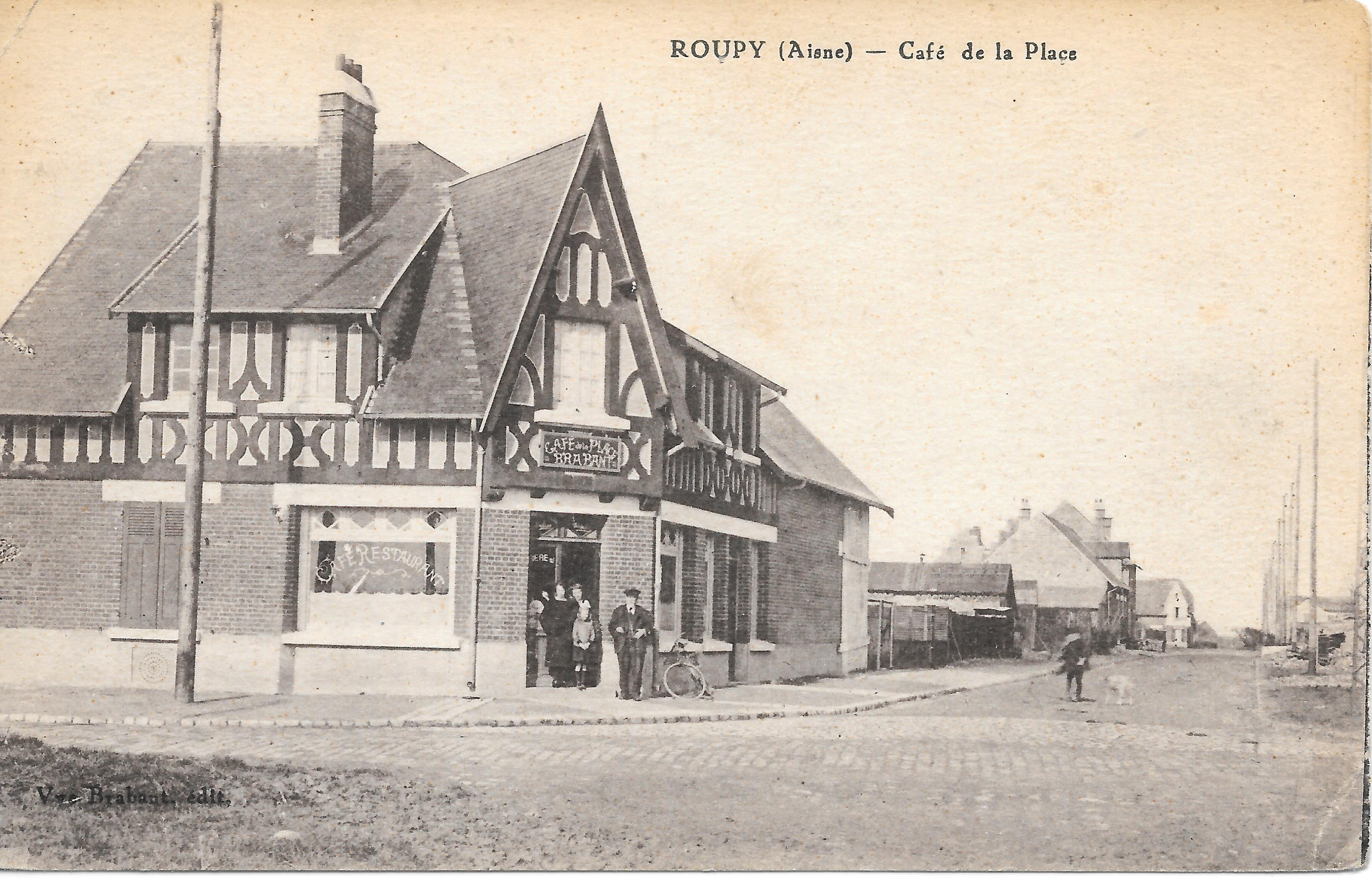
Le Café de la place vers 1925.

## Personnalités liées à la commune
- Jean de Cambrai (documenté de 1375 à 1403 - mort en 1438 à Bourges) est un sculpteur gothique, ymagier au service du duc Jean de Berry de 1386 à 1416.